# 哈納卡
哈納卡（波斯語：‎），是伊斯蘭教蘇非派修士的活動中心，也是他們進行退修和招待其他蘇非修士和伊斯蘭學生的處所。逍常旁邊也有蘇非聖人的神盫(麻札)，清真寺和伊斯蘭學校。
所有哈納卡無論大小，也有一個大型的中央大廳，是禮拜和進行儀典的地方。有些哈納卡也是希望進行靜修的蘇非謝赫和他們家人生活的地方，它們還可能是慈善機構如醫院。
這種道堂橫跨伊斯蘭世界，由摩洛哥至印尼也有。